# Énergie solaire au Royaume-Uni
La filière de l'énergie solaire au Royaume-Uni a pris son essor tardivement, en partie du fait du potentiel assez modeste du pays ; c'est seulement à partir de 2011-2012, après la mise en place en avril 2010 de soutiens financiers par des tarifs d'achat garantis (Feed-in Tariff scheme), et grâce à la forte baisse des prix des cellules photovoltaïques, que le développement s'est déclenché ; mais après quatre années de développement très rapide, les aides ont été très fortement réduites en 2015-2016.
Dans le solaire thermique, le Royaume-Uni se classait au 9e rang européen en 2018 avec seulement 2,7 % du total européen, malgré le programme Renewable Heat Incentive destiné aux particuliers mis en place en avril 2014.
Dans le photovoltaïque, les installations ont connu un bond en avant au Royaume-Uni de 2011 à 2016, plaçant le pays au 4e rang mondial et au 1er rang européen sur le marché de l'année 2015 ; en 2022, le pays n'était plus qu'un acteur secondaire : 0,2 % du marché mondial ; sa production en 2023 le classe au 17e rang mondial et au 7e rang en Europe. Le solaire produisait 4,7 % de l'électricité du pays en 2023.

## Potentiel solaire du Royaume-Uni

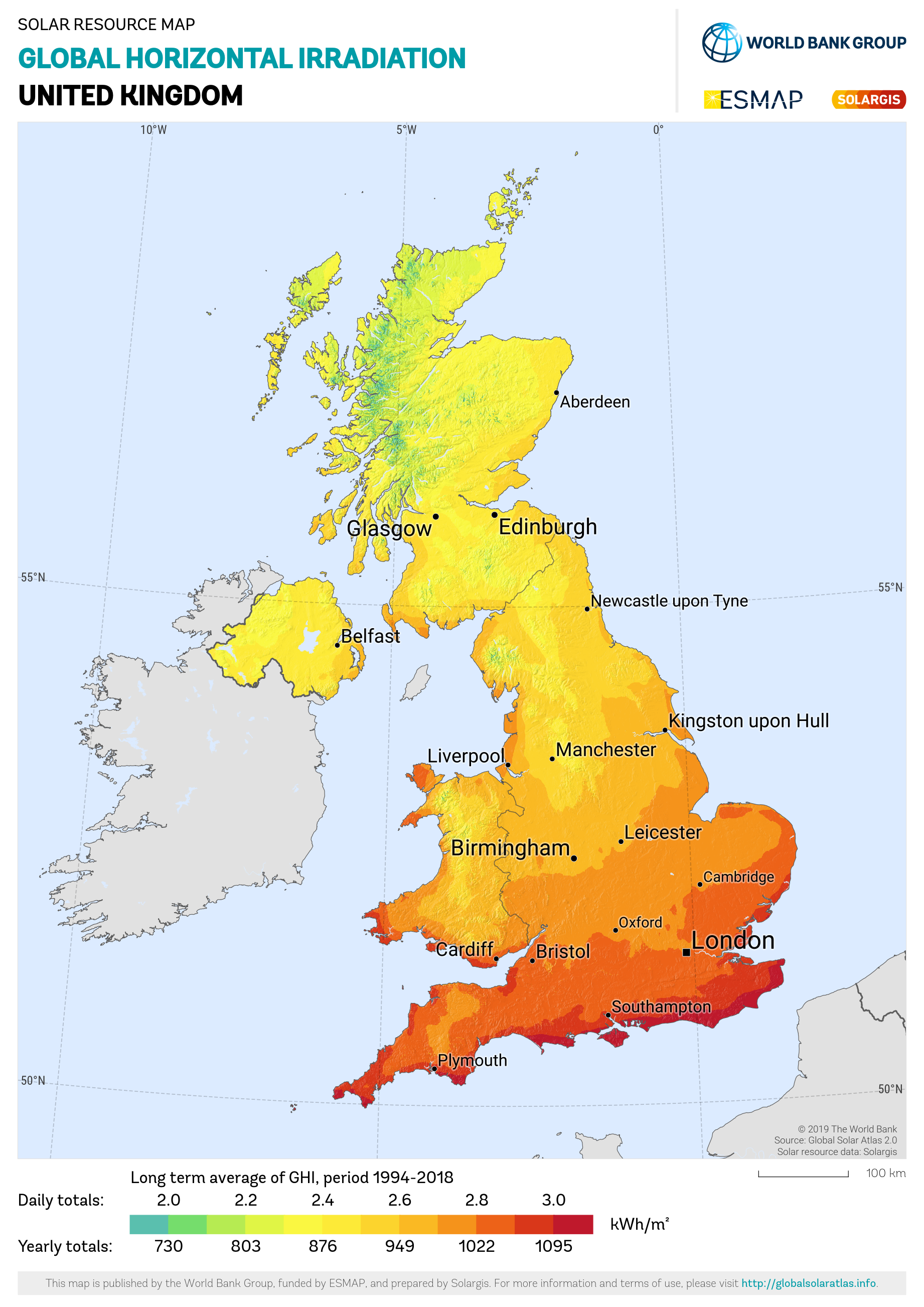
Carte de l'irradiation solaire annuelle globale horizontale et potentiel photovoltaïque au Royaume-Uni. Source : SolarGIS © 2011 GeoModel Solar s.r.o.

Alors que l'irradiation solaire annuelle globale horizontale (IGH) en France est en moyenne de 1 274 kWh/m2, on peut constater sur la carte ci-contre que seules les régions méridionales du Royaume-Uni, en particulier les côtes de la Manche, depuis les Cornouailles jusqu'au Kent, dépassent 1 000 kWh/m2.
La puissance brute moyenne du rayonnement solaire par mètre carré d'un toit orienté vers le sud en Grande-Bretagne est d'environ 110 W/m2, et la moyenne sur un terrain plat est d'environ 100 W/m2. La production annuelle est donc au maximum de 964 kWh/m2.

## Solaire thermique

### Puissance installée
La puissance installée cumulée des capteurs solaires thermiques au Royaume-Uni atteignait 1 042 MWth fin 2020, soit 1,49 Mm2 de capteurs ; en comparaison, l'Allemagne en avait 13 934 MWth. Les installations de 2020 se sont limitées à 12 MWth contre 450 MWth en Allemagne et 97 MWth en France.
|                                  | unités | 2012    | 2015    | 2016    | 2017      | 2018      | 2020      |
| Surfaces installées dans l'année | (m²)   | 59 275  | 20 241  | 13 910  | 9 938     | 7 000     | 17 203    |
| Puissance équivalente            | (MWth) | 41,5    | 14,2    | 9,7     | 7,0       | 4,9       | 12        |
| % du total européen (UE 28)      | %      | 1,7 %   | 0,7 %   | 0,5 %   | 0,5 %     | 0,3 %     | ns        |
| Parc cumulé                      | (m²)   | 650 497 | 702 342 | 715 252 | 1 428 000 | 1 435 000 | 1 488 634 |
| Puissance équivalente            | (MWth) | 455,3   | 492     | 501     | 1 000     | 1 005     | 1 042     |
| % du total européen (UE 28)      | %      | 1,5 %   | 1,4 %   | 1,4 %   | 2,7 %     | 2,7 %     | ns        |

Le Royaume-Uni se classe au 9e rang européen fin 2018, très loin derrière le leader allemand (13 489 MWth).

### Politique de soutien au solaire thermique
Le programme Renewable Heat Incentive destiné aux particuliers (Domestic RHI Scheme) a été mis en place en avril 2014, trois ans après celui destiné aux autres secteurs : industrie, entreprises et secteur public. C'est le tout premier programme mondial de soutien financier de long terme et d’incitation à la production de chaleur renouvelable destiné aux particuliers. Il concerne les technologies solaires thermiques, les pompes à chaleur et les chaudières biomasse installées depuis le 1er juillet 2009, sous condition de certains critères d’efficacité énergétique. Pour le solaire thermique, le montant de l’incitation est de 19,2 p/kWh (0,23 €/kWh), payé trimestriellement durant sept ans, montant calculé de façon à combler le différentiel de coût par rapport à un mode de chauffage 100 % fossile. L'objectif est l'installation d'un million de toits solaires d'ici la fin 2015, contre 200 000 fin 2013.

## Photovoltaïque

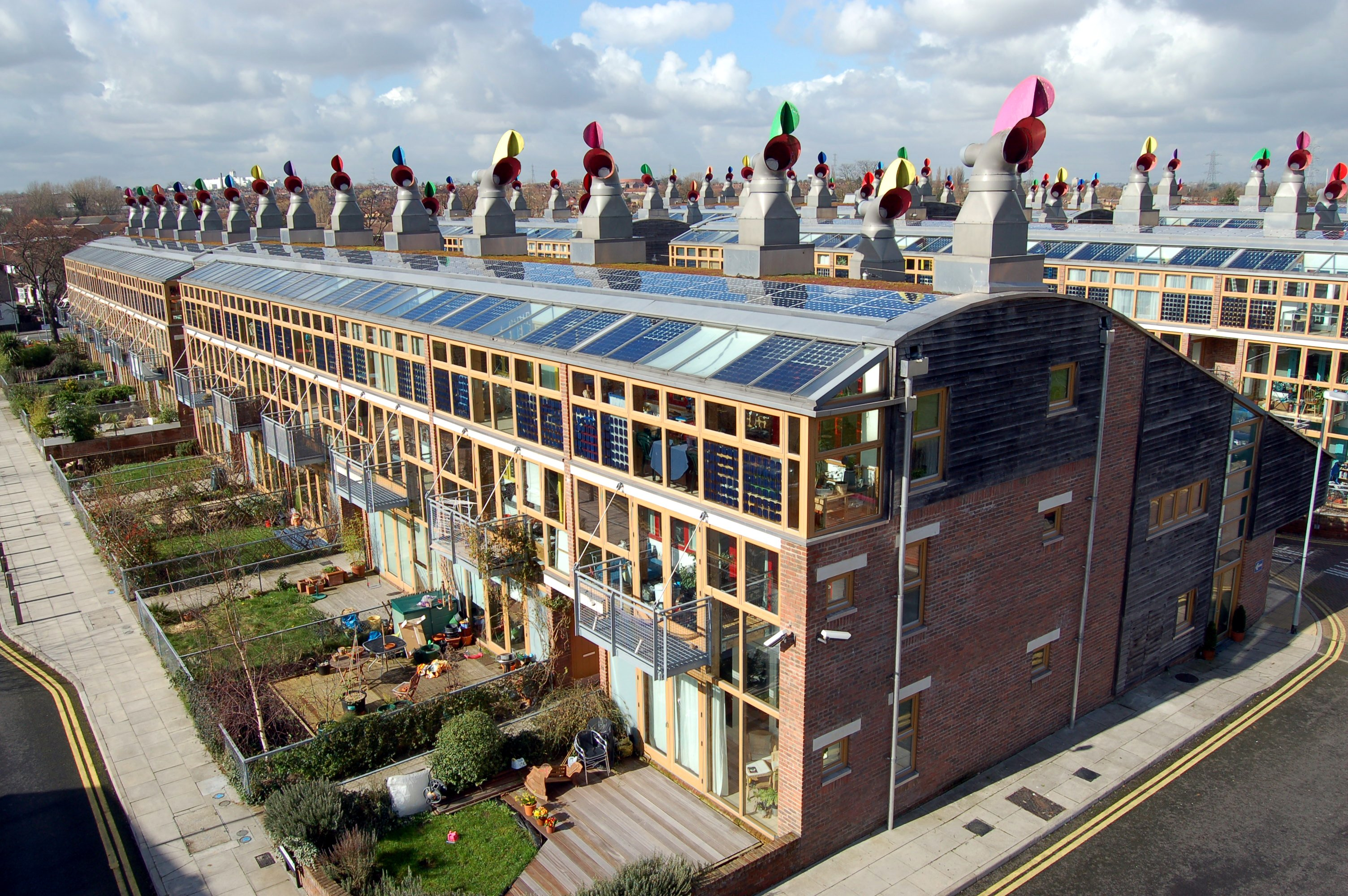
L'écoquartier BedZED à Sutton au sud de Londres, en 2007.

### Production d'électricité
Le solaire photovoltaïque britannique a produit 13 884 GWh en 2023, soit 4,7 % de la production d'électricité du pays.
L'Agence internationale de l'énergie estime la production solaire photovoltaïque britannique à 13 826 GWh en 2023, soit 4,8 % de la production d'électricité du pays. Le Royaume-Uni se classe au 17e rang mondial avec 0,8 % de la production mondiale.
L'Energy Institute estime la production photovoltaïque britannique à 13,8 TWh en 2023, soit 0,8 % de la production mondiale, au 17e rang mondial et au 7e rang en Europe derrière l'Allemagne, l'Espagne, l'Italie, la France, les Pays-Bas et la Turquie.
L'Agence internationale de l'énergie estime la pénétration théorique du solaire photovoltaïque au Royaume-Uni à environ 5,8 % de la production totale d'électricité du pays fin 2024 (moyenne de l'Union européenne : 14 %) ; cette estimation est basée sur la puissance installée au 31/12/2024, donc supérieure à la production réelle de l'année ; cet indicateur de pénétration du solaire place le pays loin derrière la Grèce (27,9 %), les Pays-Bas (25,5 %), l'Espagne (24,0 %), la Hongrie (20,6 %), le Chili, l'Australie, l'Allemagne (19,8 %) et la France (7,3 %).
| Année | Production (GWh) | Accroissement | Part prod.élec. |
| 2008  | 17               | + %           | 0,004 %         |
| 2009  | 20               | +18 %         | 0,005 %         |
| 2010  | 40               | +100 %        | 0,01 %          |
| 2011  | 243              | +507 %        | 0,07 %          |
| 2012  | 1 353            | +457 %        | 0,37 %          |
| 2013  | 2 010            | +49 %         | 0,56 %          |
| 2014  | 4 054            | +102 %        | 1,2 %           |
| 2015  | 7 532            | +86 %         | 2,2 %           |
| 2016  | 10 395           | +38 %         | 3,1 %           |
| 2017  | 11 457           | +10,2 %       | 3,4 %           |
| 2018  | 12 668           | +10,6 %       | 3,8 %           |
| 2019  | 12 418           | -2,0 %        | 3,8 %           |
| 2020  | 12 503           | +0,7 %        | 4,0 %           |
| 2021  | 12 075           | -3,4 %        | 3,9 %           |
| 2022  | 13 282           | +10,0 %       | 4,1 %           |
| 2023  | 13 825           | +4,1 %        | 4,8 %           |

Le Royaume-Uni était en 2019 le 3e producteur d'électricité solaire photovoltaïque de l'Union européenne avec 9,6 % du total européen, loin derrière l'Allemagne (36,1 %) et l'Italie (18,0 %), mais devant la France (8,6 %).
En 2018, le Royaume-Uni était le 3e producteur d'électricité solaire photovoltaïque de l'Union européenne avec 10,6 % du total européen, loin derrière l'Allemagne (37,7 %) et l'Italie (18,5 %).
En 2017, le Royaume-Uni était le 3e producteur d'électricité solaire photovoltaïque de l'Union européenne avec 10,1 % du total européen, loin derrière l'Allemagne (35 %) et l'Italie (22 %), et le 7e producteur mondial avec 2,6 % de la production mondiale.

### Puissance installée
La puissance installée photovoltaïque au Royaume-Uni atteint 16 238 MWc en 2023, en progression de 1 345 MWc (+9 %), selon les statistiques britanniques.
L'Energy Institute estime la puissance installée photovoltaïque britannique à 15 657 MWc en 2023, soit 1,1 % de la puissance installée mondiale, au 15e rang mondial et au 7e rang en Europe derrière l'Allemagne, l'Italie, l'Espagne, les Pays-Bas, la France et la Pologne.
Selon l'Agence internationale de l'énergie (AIE), le Royaume-Uni a installé 555 MWc en 2022, soit 0,2 % du marché mondial, très loin derrière la Chine : 106 GWc (44,2 %), les États-Unis : 18,6 GWc (7,7 %) et l'Inde : 18,1 GWc (7,5 %) ; dans l'Union européenne, l'Espagne a installé 8,1 GWc (3,4 %), l'Allemagne : 7,5 GWc (3,1 %), la Pologne : 4,9 GWc (2,0 %), les Pays-Bas : 3,9 GWc (1,6 %) et la France : 2,9 GWc (1,2 %).
L'évolution de la puissance PV cumulée au Royaume-Uni depuis 2010 est la suivante :
Le graphique qui aurait dû être présenté ici ne peut pas être affiché car il utilise l'ancienne extension Graph, désactivée pour des questions de sécurité. Des indications pour créer un nouveau graphique avec la nouvelle extension Chart sont disponibles ici.

Selon EurObserv'ER, le Royaume-Uni s'est classé au 9e rang sur le marché européen 2019 avec 497,7 MWc installés dans l'année, en net progrès par rapport à 2018, mais loin derrière l'Espagne (3 993 MWc) et l'Allemagne (3 856 MWc) ; sa puissance installée de 13 616 MWc fin 2019, soit 10,4 % du total européen, le situe au 3e rang européen derrière l'Allemagne : 49 016 MWc et l'Italie : 20 864 MWc, et devant la France : 10 576 MWc.
Au niveau mondial, le Royaume-Uni se situe en 2019 au 8e rang mondial pour sa puissance installée avec 2,1 % du total mondial, très loin derrière la Chine (204,7 GWc), les États-Unis (75,9 GWc), le Japon (63 GWc), l'Allemagne et l'Inde (42,8 GWc).
La puissance photovoltaïque installée par habitant atteignait 204,3 Wc en 2019, inférieure de 19,7 % à la moyenne européenne (254,5 Wc), au 8e rang européen, loin derrière l'Allemagne (590,4 Wc) ; la France est au 13e rang avec 157,9 Wc.
En 2018, le Royaume-Uni a installé seulement 268 MWc, très loin derrière la Chine : 45 GWc, les États-Unis : 10,6 GWc ou l'Allemagne : 3 GWc, portant sa puissance installée à 13,0 GWc, au 7e rang mondial avec 2,6 % du total mondial, très loin derrière la Chine (176,1 GWc), les États-Unis (62,2 GWc), le Japon (56 GWc), l'Allemagne et l'Inde (32,9 GWc).
En 2018, selon EurObserv'ER, le Royaume-Uni s'est classé au 7e rang sur le marché européen avec 271 MWc installés dans l'année, loin derrière l'Allemagne (2 938 MWc), en fort recul par rapport aux 871 MWc installés en 2017 et aux 4 057 MWc installés en 2015 ; sa puissance installée de 13 054 MWc fin 2018, soit 11,4 % du total européen, le situait au 3e rang européen derrière l'Allemagne : 45 277 MWc et l'Italie : 20 107 MWc, et devant la France : 9 466 MWc.
Le Royaume-Uni s'est classé au 3e rang sur le marché européen 2017 avec 861 MWc installés dans l'année, derrière l'Allemagne et la France, en fort recul par rapport aux 2 364 MWc installés en 2016 et aux 4 057 MWc installés en 2015 ; sa puissance installée de 12 760 MWc fin 2017, soit 12 % du total européen, le situait au 3e rang européen derrière l'Allemagne et l'Italie, et devant la France.
En 2014, le photovoltaïque a connu un bond en avant au Royaume-Uni avec 2 448 MWc installés au cours de 2014, plaçant le pays au 4e rang mondial et au 1er rang européen sur le marché de l'année ; sa puissance cumulée de 5 230 MWc fin 2014 classait le Royaume-Uni au 4e rang européen, juste après la France (5 600 MWc) et devant l'Espagne (4 787 MWc) ; comme en Allemagne, les tarifs d'achat garantis ont été remplacés par un système de primes variables compensant les fluctuations des prix de marché.

### Facteur de charge et irrégularité de la production
Le facteur de charge des installations photovoltaïques est très faible, puisqu'elles ne fonctionnent que pendant la journée et que leur production n'est maximale qu'en milieu de journée par temps ensoleillé :
|                | 2008  | 2009  | 2010  | 2011  | 2012   | 2013  | 2014   | 2015   | 2016   | 2017   | 2018   |
| Photovoltaïque | 9,6 % | 9,3 % | 7,3 % | 5,1 % | 11,2 % | 9,8 % | 10,9 % | 11,4 % | 11,0 % | 10,6 % | 11,3 % |

En 2018, année particulièrement ensoleillée dans la moitié nord de l'Europe, la durée d'utilisation de la puissance installée a progressé à 998 heures contre 937 heures en 2017.

### Principales centrales photovoltaïques

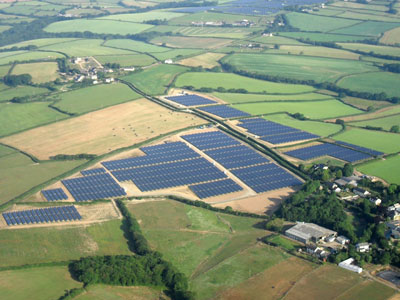
Parc photovoltaïque de Northbeer, 2014.

La construction de la première centrale solaire de grande taille (32 MWc, 125 000 panneaux solaires) du Royaume-Uni a été lancée fin 2012 sur l'ancien aérodrome militaire de Wymeswold dans le Leicestershire. Elle a été inaugurée en avril 2013.
La plus grande centrale solaire du Royaume-Uni est la ferme solaire de Southwick Estate (48 MWc), près de Fareham dans le comté du Hampshire, construite sur 80 hectares de terrain impropre à la culture et terminée en mars 2015.
La centrale solaire de Landmead (46 MWc) à Abingdon-on-Thames dans le comté de l'Oxfordshire a été mise en service en 2014,.
L'ancien aérodrome de la Royal Air Force de Coltishall, d'une surface de 240 ha, a été acheté fin 2014 par le comté de Norfolk pour y construire un parc solaire de 49,9 MWc : Scottow Enterprise Park.

### Politique de soutien au photovoltaïque

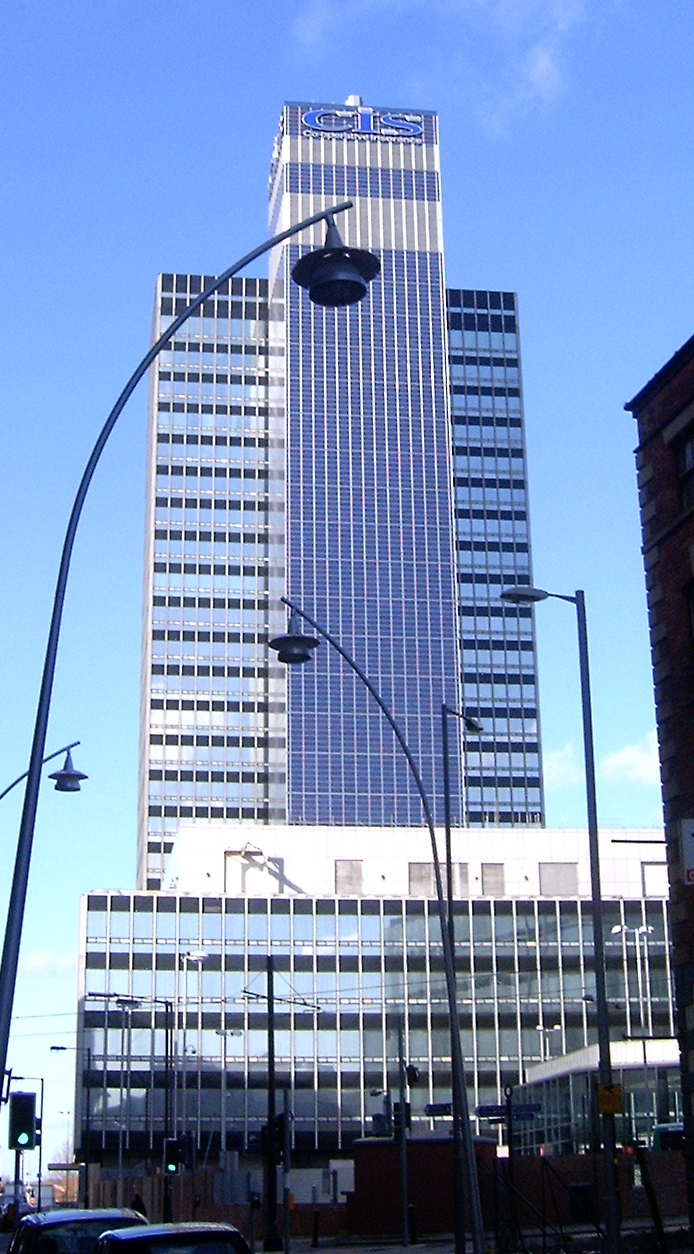
Tour CIS à Manchester (575 kWc de panneaux PV), 2006.

L'objectif du gouvernement britannique est d'installer 22 GW d'ici à 2020, soit quatre fois la puissance atteinte fin 2014.
La plus grande partie de la puissance installée en 2017 provient des sites accrédités dans le cadre de l’ancien système d’incitation de l’obligation renouvelable (Renewable Obligation) et date du premier trimestre de l’année, avant la fermeture définitive du
dispositif ; les quelques dizaines de mégawatts installées sur les derniers trimestres correspondent au marché des petites installations bénéficiant encore d’un tarif d’achat. En effet, depuis la seconde enchère du système des Contracts for Difference (CfD), aucun projet solaire n’est parvenu à se qualifier. Seul un parc de 10 MWc issu de la première enchère des CfD a été comptabilisé au tout début de l’année 2017, avec un rix d'exercice de 79,23 £/MWh.
L'Energy Saving Trust est l'agence chargée de gérer les programmes gouvernementaux de soutien financier aux économies d'énergie (Green Deal et Energy Company Obligation) et aux énergies renouvelables (Feed-in Tariffs et Renewable Heat Incentive). Ces programmes concernent l'Angleterre, les autres régions ayant leurs propres programmes.
Le système de tarifs d'achat garantis (Feed-in Tariff scheme), mis en place en avril 2010 pour remplacer l'ancien système de subventions à l'investissement, concerne le photovoltaïque, l'éolien, l'hydroélectricité, le biogaz et la micro-cogénération. Les décisions politiques sont prises par le département de l'Énergie et du Changement climatique (Department for Energy and Climate Change - DECC) et l'application opérationnelle du système est administrée par le régulateur de l'énergie Ofgem. Les fournisseurs d'énergie sont tenus d'appliquer ces tarifs pour l'achat d'électricité renouvelable, sauf les plus petits d'entre eux, à condition que le producteur d'électricité renouvelable ait fait certifier son installation. Pour le photovoltaïque, les tarifs sont garantis sur vingt ans et indexés sur l'indice des prix à la consommation ; ils sont révisés chaque trimestre ; ils comprennent deux composants : tarifs de production pour tous les kWh produits et tarifs d'exportation pour les kWh injectés sur le réseau ; l'électricité auto-consommée est donc moins bien rémunérée. Pour le 2e trimestre 2015, les tarifs en vigueur en Angleterre sont les suivants :
- tarifs de production : de 6,16 pence/kWh à 13,39 p/kWh selon le type et la taille de l'installation ;
- tarifs d'exportation : 4,85 p/kWh.

Selon le DECC, 55 % de la puissance solaire installée fin 2014 a été financée par le système de tarif d'achat réglementé et 36 % par celui des Renewable Obligations (RO), qui a pris fin au 1er avril 2015, deux ans avant la date d'échéance prévue initialement.
Le système des contrats pour différence (CfD), qui ne s'applique qu'aux centrales de plus de 5 MWc, se met progressivement en marche : un premier round d'allocation de CfD a été lancé en octobre 2014, avec un prix d'exercice pour le photovoltaïque fixé à 120 livres par MWh (165 €/MWh) jusqu'à 2015/16, qui s'abaissera ensuite de 5 livres chaque année pour aboutir à 100 £/MWh en 2018/19.
Pour les installations jusqu'à 5 MWc, le tarif d'achat continue à s'appliquer, avec des modalités très complexes : huit segments de puissance, plus une modulation de niveau selon l'efficacité énergétique du bâtiment. Les tarifs baissent chaque trimestre selon le niveau d'installation du trimestre précédent. Pour le 2e trimestre 2015, le tarif le plus élevé est de 13,39 pence/kWh (environ 18,2 c€/kWh) pour les installations de moins de 4 kWc sur un bâtiment neuf et le plus bas est de 6,16 p/kWh (8,4 c€/kWh) pour des centrales installées sur un bâtiment énergivore ou de puissance supérieure à 250 kWc.
La suppression des Renewable Obligations (RO) en avril 2015 a été jugée dommageable par les acteurs de la filière, d'autant plus que le système des tarifs d'achat qui s'applique aux centrales de moins de 5 MWc tombe à des niveaux trop bas : en février 2016, le tarif pour le secteur résidentiel passe de 12 p/kWh à 4,39 p/kWh (5,8 c€/kWh), celui pour les petits projets commerciaux de 10,9 p/kWh à 4,59 p/kWh et celui pour les centrales au sol de 4,44 p/kWh à 0,87 p/kWh. De plus, le nouveau dispositif impose un plafond trimestriel de 205 MWc pour le résidentiel et 70 MWc pour le secteur commercial. Le gouvernement justifie cette nouvelle politique par le fait que les réalisations ont largement dépassé les attentes et que leur coût pour les contribuables a dépassé les limites d'acceptabilité.